# Denise Wijngaarden
Denise Wijngaarden is de zangeres van popgroep Boney M, en heeft ook een eigen meidenband, D'sPrivilege.
Wijngaarden is bovendien zanglerares. Haar specialiteit is, zoals ze zelf zegt, 'zwarte muziek'. In 2005 won ze een Rotterdamse prijs voor beste zanglerares. Ze gaf les aan bekende artiesten, waaronder de leden van de groep Destiny's Child.
Denise en haar dochter deden ook mee met het tv-programma 'The winner is'